# Zeegat (geografie)

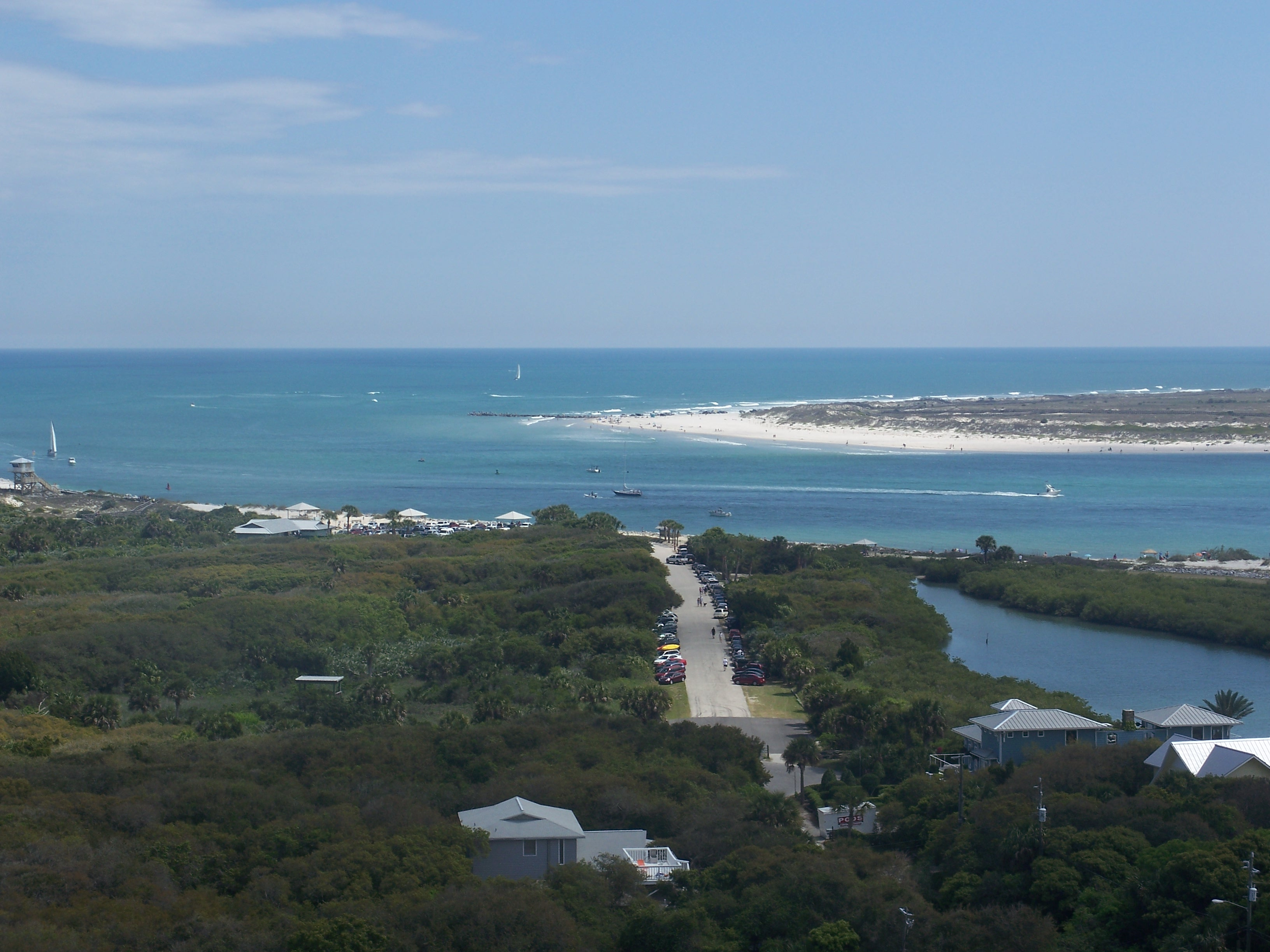
Ponce de Leon Inlet in de Verenigde Staten

Een zeegat is een opening tussen een kustwater en de open zee. Dit in tegenstelling tot een zeestraat of zee-engte, die de verbinding vormt tussen twee zeeën. Een zeegat kan specifiek verwijzen naar een toegang tot de open zee gevormd door de monding van bijvoorbeeld een zeearm of binnenzee, maar ook naar een doorgang tussen kusteilanden of kusten.

## Voorbeelden
Voorbeelden van zeegaten zijn de openingen tussen de Waddeneilanden. Andere belangrijke zeegaten zijn de openingen tussen de eilanden langs de Amerikaanse noordwestkust. Lokaal worden deze zeegaten daar "inlets" genoemd, waaronder de bekende Admiralty Inlet. Ook de eilandrijke kustwateren van de Canadese provincie Newfoundland en Labrador huisvesten vele honderden zeegaten. Daar staan grote zeegaten meestal bekend als "sounds", terwijl kleine zeegaten er bekendstaan als "tickles" of, zeldzamer, als "roads". Voorbeelden zijn de Random Sound, de Indian Tickle en de Placentia Road.
Het Brouwershavense Gat en het Veerse Gat waren ook voorbeelden van zeegaten, maar door de afsluitdammen zijn ze dat niet meer. De Westerschelde is geen zeegat, omdat hier een rivier in uitkomt. Dergelijke openingen heten een estuarium.

## Wetenswaardig
In Denemarken en Zweden worden sommige zeegaten, maar ook lagunes en gewone inhammen, geregeld als "fjord" bestempeld. Dit terwijl de term in het Nederlands, net als in het Noors, enkel verwijst naar een door een gletsjer uitgesleten zee-inham met steile rotswanden en grote diepte.